# Luciano Ortega
Luciano Ortega (General Las Heras, Argentina; 20 de diciembre de 2002) es un futbolista argentino. Juega de delantero y su equipo actual es el CA Huracán Las Heras del Torneo Federal A.

## Trayectoria
A nivel de inferiores, Ortega pasó por los clubes de CEC, Lanús y Club Empleados de Comercio.
Ortega comenzó su carrera profesional en el Deportivo Maipú de la Primera Nacional argentina. Con 19 años, destacó en su primera temporada 2021 con buenos registros.
Para la temporada 2023 fue cedido al Cobresal de la Primera División de Chile.

## Estadísticas
Actualizado al último partido disputado el 25 de septiembre de 2022
| Club                      | Div.          | Temporada     | Liga  | Liga  | Copas nacionales | Copas nacionales | Copas internacionales | Copas internacionales | Total | Total |
| Club                      | Div.          | Temporada     | Part. | Goles | Part.            | Goles            | Part.                 | Goles                 | Part. | Goles |
| ------------------------- | ------------- | ------------- | ----- | ----- | ---------------- | ---------------- | --------------------- | --------------------- | ----- | ----- |
| Deportivo Maipú Argentina | 2.ª           | 2021          | 24    | 2     | —                | —                | —                     | —                     | 24    | 2     |
| Deportivo Maipú Argentina | 2.ª           | 2022          | 14    | 0     | —                | —                | —                     | —                     | 14    | 0     |
| Deportivo Maipú Argentina | Total club    | Total club    | 38    | 2     | 0                | 0                | 0                     | 0                     | 38    | 2     |
| Cobresal · Chile          | 1.ª           | 2023          | 0     | 0     | 0                | 0                | 0                     | 0                     | 0     | 0     |
| Cobresal · Chile          | Total club    | Total club    | 0     | 0     | 0                | 0                | 0                     | 0                     | 0     | 0     |
| Total carrera             | Total carrera | Total carrera | 38    | 2     | 0                | 0                | 0                     | 0                     | 38    | 2     |